# Tržac
Tržac je naseljeno mjesto u gradu Cazinu, Federacija Bosne i Hercegovine, BiH.

## Zemljopis
Nalazi se u Cazinskoj krajini, krajnjem zapadnom dijelu regije Bosanska krajina (poznate još i pod starim nazivom Turska Hrvatska), uz samu granicu s Republikom Hrvatskom, a administrativno pripada Unsko-sanskoj županiji. Smješten je oko 17 kilometara zapadno od općinskog sjedišta Cazina i nešto više od 20 kilometara sjeverno od grada Bihaća.
Samo naselje nalazi na valovitom, brežuljkastom i mjestimično šumovitom terenu, i to iznad mjesta gdje se rijeka Mutnica kao desni pritok ulijeva u Koranu, koja na tom dijelu svoga toka čini granicu između Republike Hrvatske i Bosne i Hercegovine. Klima je umjereno kontinentalna, s hladnim zimama i vrućim ljetima.

## Povijest
Tržac se u prošlosti prvi put spominje u 11. stoljeću. On se tada nalazio u središnjem dijelu samostalnog srednjovjekovnog Hrvatskog Kraljevstva. Nešto kasnije, u 13. stoljeću, kao vlasnici posjeda i utvrde na stijeni iznad Korane dolaze pripadnici velikaške obitelji Frankopan. O važnosti ovog područja govori i činjenica da je jedan od ogranaka ove obitelji nosio pridjevak „Knezovi Tržački“, i upravo je taj ogranak nadživio sve ostale za oko stotinu godina, te dao posljednje izdanke svoga roda.
Postupnim prodiranjem Turaka na zapad, osobito propašću Bosanskog Kraljevstva 1463. godine, Tržac se sve više nalazio u opasnosti od pada u njihove ruke. To se i dogodilo u drugoj polovici 16. stoljeća, i od onda se nalazi u sastavu Bosne. Premda su mnogi krajevi Hrvatske tijekom 17. i 18. stoljeća postupno oslobođeni od turske vlasti, Tržac je, kao i Bihać i cijela Cazinska krajina ostao s bosanske strane granice sve do danas.

## Stanovništvo

### 1991.
Nacionalni sastav stanovništva 1991. godine, bio je sljedeći:
ukupno: 402
- Muslimani - 398
- Srbi - 3
- ostali, neopredijeljeni i nepoznato - 1

### 2013.
Nacionalni sastav stanovništva 2013. godine, bio je sljedeći:
ukupno: 318
- Bošnjaci - 308
- ostali, neopredijeljeni i nepoznato - 10

## Šport
Od 2013. održava se nogometni turnir Razvijajmo nogomet (ŠK Olimpija).

## Vanjske poveznice
- Iz povijesti Tršca  Arhivirana inačica izvorne stranice od 25. travnja 2012. (Wayback Machine)